# Parafia Matki Bożej Bolesnej w Hliboce
Parafia Matki Bożej Bolesnej w Hliboce – parafia rzymskokatolicka terytorialnie i administracyjnie znajdująca się w archidiecezji lwowskiej, w dekanacie Czerniowce. W parafii posługują księża archidiecezjalni. Według stanu na marzec 2024 proboszczem parafii był ks. Paweł Czyrk.